# Julija Bunić
Julija Bunić (it. Giulia Bona; Dubrovnik) bila je renesansna pjesnikinja, rodom iz dubrovačke plemićke porodice Bunić.
Uz sestru Nadu Bunić (Speranza di Bona), Maru Gundulić Gučetić i Cvijetu Zuzorić pripadala je ženskom društvu iz dubrovačke Akademije složnih (Accademia dei Concordi).